# 袁良 (陈郡)
袁良（1世纪—131年3月31日），字□卿（或作厚卿），陈国扶乐县（治所在今河南省太康县境）人，东汉官员，陈郡袁氏先祖。为陈国国君胡公满之后。关内侯袁山的“支孙”。

## 事蹟
歷任举孝廉、郎中、谒者、将作大匠、丞相令、广陵郡太守，讨江贼张路等，谢病归家。后拜议郞、符节令。为三老，拜梁相。长子袁光为博平县令，中子袁腾为尚书郎，少子袁璋为谒者。
漢順帝永建六年二月戊辰（131年3月31日），袁良逝世。孙卫尉袁滂、司徒掾袁弘□为祖父袁良立有《汉故国三老袁君碑》，欧阳修《集古录》、洪适《隶释》
和嚴可均《全后汉文》 均有收录。